# PZL-126 Mrówka
Die PZL-126 „Mrówka“ (deutsch Ameise) war ein Agrarflugzeug-Projekt des polnischen Herstellers PZL.

## Geschichte
Der Grundgedanke bei diesem Flugzeug war die Schaffung eines preiswerten Mini-Agrarflugzeugs für die effiziente Ausbringung von Pflanzenschutzmitteln auf kleineren Flächen. Um Kosten zu sparen, kamen Teile anderer in Polen produzierter Flugzeuge zum Einsatz. Die Kabine stammte vom Schulsegelflugzeug SZD-51 Junior. Besondere Schwerpunkte bei der Entwicklung waren eine leichte Demontierbarkeit und die Verlademöglichkeit des abgerüsteten Flugzeugs in eine (in Polen in Lizenz produzierte) An-2. Als Triebwerk sollte ein PZL-Franklin-Boxermotor mit 44 kW zum Einsatz kommen. Nach einem 1:1-Modell wurde ein Prototyp gefertigt, der am 20. April 1990 seinen Erstflug absolvierte und nach einem Umbau zur PZL-126P am 20. Oktober 2000 erneut geflogen und bis mindestens 2005 erprobt wurde.

## Technische Daten
| Kenngröße              | Daten        |
| ---------------------- | ------------ |
| Besatzung              | 1            |
| Spannweite             | 5,00 m       |
| Länge                  | 4,66 m       |
| Höhe                   | 2,53 m       |
| Leermasse              | 225 kg       |
| Startmasse             | 375 kg       |
| Arbeitsgeschwindigkeit | 120–160 km/h |